# Elias Paz e Silva
Elias Paz e Silva foi um poeta, prosador (de contos e crônicas) e jornalista brasileiro. Nasceu em Teresina (Piauí - Região Nordeste do Brasil), no dia 26 de novembro de 1963, filho de Paulo da Silva Paz e Venância Maria de Jesus e Silva, sendo o caçula, de mais de 20 filhos da família. Estudou em escolas públicas, exercendo a presidência do Centro Cívico Dirceu Arcoverde (do Colégio Estadual Helvídio Nunes) e bacharelou-se em Comunicação Social, com habilitação em Jornalismo pela UFPI (Universidade Federal do Piauí), em que também foi presidente do Centro Acadêmico do respectivo curso.[carece de fontes?]
Participou dos jornais alternativos O Linguão e AlternATIVA, além de ter sido redator da página cultural Lavra da Palavra (no Jornal do Piauí). Publicou seu primeiro livro, Poemário I, em 1985, e atuou também nos setores culturais da televisão, destacando-se como “O primeiro a divulgar a produção literária piauiense em linguagem televisiva”, quando trabalhou sob a orientação do poeta Paulo Machado, segundo nota biográfica no livro de sua autoria (em coparticipação), Escritos Et O Breve Verbo.[carece de fontes?]
Exerceu as atividades de coordenador de jornalismo da Fundação Antares e de assessor técnico da Fundação Cultural do Estado do Piauí (FUNDAC). Participou com destaque de vários concursos de poesia e prosa, classificando-se em segundo lugar no concurso de poesia Lucídio Freitas, patrocinado pela Fundação Cultural do Piauí, além do Concurso de Contos João Pinheiro. Sobre sua poesia, o crítico literário e antologista Assis Brasil expressou que, com suas características de "Poesia econômica, linguagem contida, Elias Paz e Silva afirma-se como um dos melhores poetas da atual literatura piauiense e nacional".[carece de fontes?]
Elias Paz e Silva faleceu no dia 14 de setembro de 2022, vítima de 2 paradas cardíacas. Deixou 6 filhos e 2 netas, sendo uma das filhas - Ioná Raquel Nunes - uma escritora de ficção cristã em anscensão.[carece de fontes?]

## Obras
- Poemário I (1985)

- Poemário II (1991)

- Os Tons da Paz ou Dos Dons o Amor a Custo Justo (2000)

- Escritos Et O Breve Verbo (2007)

- Face das Águas (2008)

- Canto das Letras (2009)